# Frédéric Potier
Pour les articles homonymes, voir Potier.
Frédéric Potier, né le 18 janvier 1980 à Pau, est un haut fonctionnaire français.
Préfet depuis 2019, il a exercé les fonctions de Délégué interministériel à la lutte contre le racisme, l'antisémitisme et la haine anti-LGBT (DILCRAH) de mai 2017 à février 2021, après plusieurs postes en cabinets et ministère.
Il est délégué général à l’éthique et à la conformité de la RATP à partir de février 2021, fonctions élargies à l'audit, les risques et le contrôle interne en février 2024.
Il est délégué général de Régions de France depuis mai 2025.
Expert associé à la Fondation Jean-Jaurès, Frédéric Potier est également romancier et essayiste.

## Biographie

### Origines et formation
Né le 18 janvier 1980 à Pau d'un père ingénieur et d'une mère professeur d’éducation physique et sportive, Frédéric Potier effectue sa scolarité secondaire au lycée Saint-John-Perse à Pau.
Il effectue ses études supérieures à l'Institut d'études politiques de Bordeaux (promotion 2002).
De 2004 à 2006, il étudie à l’École nationale d'administration, dans la promotion Simone Veil,. À l'issue, il devient administrateur civil et choisit le corps préfectoral.

### Débuts en cabinets
De 2006 à 2008, il est chef du bureau des affaires politiques et des libertés publiques du ministère des Outre-mer.
D’avril 2008 à octobre 2009 il est directeur de cabinet de Bernard Fragneau, préfet de la Région Centre.
Puis, il occupe le poste de chef du bureau des élections au sein du ministère de l’Intérieur jusqu'à l'été 2012.
À la suite de l'élection de François Hollande à la présidence de la République, Frédéric Potier intègre le cabinet de Claude Bartolone, président de l’Assemblée nationale. De juillet 2012 à mars 2014, il y est chargé des affaires constitutionnelles, de l’intérieur et l’outre-mer. 
En avril 2014, il intègre le cabinet de Manuel Valls à Matignon en tant que conseiller outre-mer.
Il conserve les mêmes fonctions auprès de Bernard Cazeneuve nommé Premier ministre le 6 décembre 2016.

### Délégué interministériel à la lutte contre le racisme, l'antisémitisme et la haine anti-LGBT (DILCRAH)
En mai 2017, Frédéric Potier est nommé préfet en mission de service public et délégué interministériel à la lutte contre le racisme, l'antisémitisme et la haine anti-LGBT (DILCRAH).
Frédéric Potier coordonne la mise en œuvre du plan national de lutte contre le racisme et l'antisémitisme 2018-2020 présenté par le Premier ministre Édouard Philippe le 19 mars 2018.
Il coordonne également l'élaboration du plan national d'actions pour l'égalité, contre la haine et les discriminations anti-LGBT+ 2020-2023 présenté par la Ministre déléguée chargée de l'Égalité entre les femmes et les hommes, de la Diversité et de l'Égalité des chances Élisabeth Moreno le 14 octobre 2020.
Il a été associé à la préparation de la Loi contre les contenus haineux sur internet, priorité du plan national de lutte contre le racisme et l'antisémitisme 2018-2020.
En janvier 2018, Frédéric Potier exprime publiquement ses réserves à propos de la réédition par Gallimard, « sans garanties » des pamphlets antisémites de Louis-Ferdinand Céline. Il s'exprime en faveur du retrait de la référence à Charles Maurras dans le Livre des commémorations nationales 2018.
Frédéric Potier participe à plusieurs épreuves des Gay Games 2018 dont la DILCRAH est un des principaux partenaires.
Il est titularisé en qualité de préfet le 6 mai 2019.
En octobre 2020, il saisit la justice contre Éric Zemmour coupable d'avoir « réitéré des propos racistes et qui tendent à la généralisation » et pointe « les responsabilités partagées par la chaîne CNews », ajoutant « ce n'est pas la première fois que Zemmour dérape, on ne le lâchera pas ».

### À la RATP
En février 2021, il est nommé délégué général à l’éthique et à la conformité de la RATP. En février 2024, il est également chargé de l'audit, du risque et du contrôle interne .

### Nouvelle Calédonie
À la suite des violences en Nouvelle-Calédonie en mai 2024, Frédéric Potier est désigné par Emmanuel Macron membre de la « mission de médiation et de travail » chargée de ressusciter un dialogue politique local dans le but de parvenir à un accord politique global succédant à l’Accord de Nouméa. Rémi Bastille, préfet du Doubs, et Éric Thiers, conseiller d’État, complètent le trio de hauts fonctionnaires membres de cette mission.

### Délégué général de Régions de France
En décembre 2024, il est nommé délégué général de Régions de France (association) par Carole Delga, présidente de l'association, et commence ses fonctions le 3 février 2025.

## Prises de position
En 2019, Frédéric Potier dénonce la résurgence d'un « antisémitisme très virulent », réfute l'hypothèse d'un « racisme d’État ». Il souligne l’ambiguïté du terme Islamophobie voyant derrière « des formes d’instrumentalisation politique » et dénonce la volonté du Collectif contre l'islamophobie en France (CCIF) « de profiter d’un moment de tensions pour remettre à l’agenda des revendications qui sont très politiques et qui pour le coup ne me semblent pas très républicaines. ».

## Prix et reconnaissances
2022 : Prix de littérature politique Edgar Faure,

## Ouvrages
- La taupe de l'Élysée, Éditions de l'Aube, 14 mai 2025, 296 p. (ISBN 978-2815966528)
- Jaurès en duel, Le Bord de l'eau/ Fondation Jean-Jaurès, 5 avril 2024, 154 p.  (ISBN 978-2385190330)
- La poésie du marchand d'armes, Éditions de l'Aube, 9 juin 2023, 268 p. (ISBN 978-2-8159-5497-6)
- La Menace 732, Éditions de l'Aube, 19 mai 2022, 344 p. (ISBN 978-2815949033)
- Pierre Mendès France, la foi démocratique, éditions Bouquins, 2021
- La Matrice de la haine, co-éditions Fondation Jean-Jaurès et Les éditions de l'observatoire, 2020
- Contre le racisme et l'antisémitisme, éditions Dalloz 11/2018, avec Ferdinand Mélin-Soucramanien
- L'Élection présidentielle en France, éditions LexisNexis 07/2012, avec Pascal Jan
- Code électoral, éditions LexisNexis 10/2016, avec Michel de Villiers